# 第114師團
第114师团是日本大日本帝國陸軍的一个丙种师团。该师团违反国际战争法参加了南京大屠杀的暴行。在“扫荡”八路军敌后根据地期间，对毫无抵抗力的百姓滥施烧杀暴行。

## 第一次編成
1937年（昭和12年）中国抗日战争爆发后，日本从本土陆续向中国大陆派遣师团，同時由传统的常設师团重新編成为特設师团。第114师团于1937年10月12日在留守第14师团的负责下新成立。在第10軍（司令官：柳川平助中將）隷下于同年11月与第6师团、第18师团一同在杭州湾登陆，从中国軍的背後发动攻撃，接着参加攻占南京。
1938年（昭和13年）2月，被调派至华北地区，与第5师团和第10师团一同参加徐州会战。此后在華北负责治安作战任务，1939年（昭和14年）7月復員。

### 师团概要
- 通稱號：无
- 編成時期：1937年（昭和12年）10月12日
- 撤销：1939年（昭和14年）7月22日
- 編成地：宇都宮
- 補充担任：第十四師管区（宇都宮）
- 最終位置：华北地区

### 歴代师团長
- 末松茂治 预备役中将：1937年10月20日 -
- 沼田德重 中将：1939年3月9日 - 8月12日

### 最終所属部隊
- 步兵第127旅团：旅团長 秋山充三郎少将 
  - 步兵第102联队（水户）：丸岡康平大佐
  - 步兵第66联队（宇都宮）：岡村勝实大佐
- 步兵第128旅团：旅团長 奥保夫少将
  - 步兵第115联队（高崎）：遠藤寅平中佐
  - 步兵第150联队（松本）：山本重悳中佐
- 騎兵第18大隊：天城幹七郎少佐
- 野砲兵第120联队（宇都宮）：大塚昇中佐
- 工兵第114联队：野口勝之助少佐
- 輜重兵第114联队：河田六次郎中佐
- 第114师团通信隊
- 第114师团衛生隊
- 第114师团第1野战医院
- 第114师团第2野战医院
- 第114师团第3野战医院
- 第114师团第4野战医院

## 第二次編成

### 师团概要
- 通稱號：将
- 再編成時期：1944年（昭和19年）年7月10日
- 編成地：山西省臨汾
- 補充担任：溝ノ口
- 最終位置：山西省臨汾
- 最終上級部隊：第1軍

### 歴代师团長
- （临时）中代豊治郎 少将：1944年7月14日 -
- 三浦三郎 中将：1944年10月14日 -

### 最終司令部構成
- 参謀長：高津康雄大佐
  - 参謀：大田黑寿中佐
  - 参謀：小林正孝少佐
- 高級副官：高橋慶太郎中佐

### 最終所属部隊
- 步兵第83旅团：青山清少将
  - 独立步兵第199大隊：渋谷隆治大尉
  - 独立步兵第200大隊：阿部幸博大尉
  - 独立步兵第201大隊：堺原元市大尉
  - 独立步兵第202大隊：小泽民部少佐
- 步兵第84旅团：松野尾勝明少将
  - 独立步兵第381大隊：新庄繁樹大尉
  - 独立步兵第382大隊：田垣朝吉大尉
  - 独立步兵第383大隊：鍵沢太郎少佐
  - 独立步兵第384大隊：佐波武郎大尉
- 第114师团通信隊：長峰春則少佐
- 第114师团砲兵隊：三瓶幸吉少佐
- 第114师团工兵隊：三瓶正次大尉
- 第114师团輜重隊：菅原大二郎大尉
- 第114师团野战医院：熊谷俊夫少佐
- 第114师团病馬廠

师团长末松茂治中将，参谋长矶田三郎大佐
- 工兵第114联队
- 辎重兵第114联队
- 通信队
- 卫生队：第1至第4野战医院。
- 国崎支队（步兵第9旅团等编成，1937年10月20日，根据日军第122号命令编入114师团）

## 参战经历
师团长沼田在淞沪、徐州、武汉会战和对山东抗日根据地“扫荡”中，指挥手下大肆屠杀无辜百姓。1939年6月1日，第114师团等部对鲁中抗日根据地进行“大扫荡”。八路军第115师鲁西军区司令员兼政治委员杨勇、副旅长段君毅组织反“扫荡”作战，迫使日军在6月底撤退。沼田德重7月16日由聊城向东撤退时被鲁西军区部队伏击歼灭200余人，沼田重伤，8月2日死于济南日军陆军中心医院。

## 相關項目
- 大日本帝國陸軍師團列表
- 晉中戰役